# پنی داونی
پنی داونی (انگلیسی: Penny Downie؛ زادهٔ ۱۹۵۴ میلادی) بازیگر تئاتر، سینما و تلویزیون اهل استرالیا است. وی بیشتر به دلیل هنرنمایی در مجموعه‌هایِ تلویزیونیِ بریتانیایی شهرت دارد.
از فیلم‌ها یا برنامه‌های تلویزیونی که وی در آن نقش داشته است، می‌توان به هم‌شنوی، خانه شادی و دانتون ابی  اشاره کرد.